# Xhevat Prekazi
Xhevat Prekazi (Albanees: Xhevat Prekazi, Turks: Cevad Prekazi, Servisch: Џеват Прекази) (Mitrovicë, 18 augustus 1957) is een Joegoslavisch voormalig voetballer, met later Servische en Turkse nationaliteit. Na zijn actieve voetballoopbaan was hij kort trainer. 
Hij begon zijn carrière bij FK Partizan en speelde onder andere voor HNK Hajduk Split, Galatasaray SK en Bakırköyspor. Hij is bekend door zijn doelpunt uit een vrije trap van 35 meter in de wedstrijd Galatasaray SK tegen AS Monaco in de kwartfinale van de Europacup I 1988/89.